# Tarachidia marginata
Tarachidia marginata là một loài bướm đêm trong họ Noctuidae.